# Óhasi Kenicsiró
Óhasi Kenicsiró (大橋 賢一郎; Hepburn: Ōhashi Kenichirō; Tokió, 1982. március 24. –), művésznevén KENN, japán szeijú és énekes. A Dreamweaver ügynökségnél dolgozik.
Ő Júki Dzsúdai (Yu-Gi-Oh! GX) japán szinkronhangja.

## Diszkográfia
- Livin' On the Edge
- SLASH
- THE LIFE
- Miracle Train Character Song Vol.1
- Black Butler II Character Song Vol.10
- Beyond the Boundary Character Song Vol.2

## Fordítás
- Ez a szócikk részben vagy egészben  a   Kenn (Japanese actor) című angol Wikipédia-szócikk ezen változatának fordításán alapul.  Az eredeti cikk szerkesztőit annak laptörténete sorolja fel. Ez a jelzés csupán a megfogalmazás eredetét és a szerzői jogokat jelzi, nem szolgál a cikkben szereplő információk forrásmegjelöléseként.